# Julien Fossetier
Julien Fossetier (1454 - après 1532), prêtre, historiographe et poète, vit le jour à Ath, en 1454, au sein d'une famille plébéienne, et il y vécut au moins jusqu'en 1532. Il semble avoir eu pour père Mahieu Fossetier, ayant habité après la mort de celui-ci une maison rue d'Enghien, « pour ainsi dire toute la propriété de la famille ».
Fossetier embrassa l'état ecclésiastique : dans ses ouvrages manuscrits qui nous sont parvenus, il se donne le titre de « chroniqueur et indiciaire de très-puissant prince don Charles d'Autriche » 

## La Chronique margaritique ou athensienne
L'œuvre principale de Fossetier est la Chronique margaritique ou athensienne, ainsi appelée, dit-il, parce qu'elle est dédiée à Marguerite d'Autriche et qu'elle a été composée à Ath. Elle a été commencée le 15 décembre 1508 et terminée au mois de septembre 1517 ; elle forme trois volumes et n'a jamais été imprimée. Dès que Fossetier avait achevé un volume, il allait en faire hommage à Marguerite d'Autriche. Cette princesse lui fit payer, par ordonnance du 9 mars 1515, 50 livres de Flandre pour le deuxième livre, et pareille somme pour le troisième, par mandat du 29 septembre 1517. 
Le premier tome contient le récit des événements depuis la création du monde jusqu'au règne de Salomon ; le deuxième va de l'avènement de ce roi jusqu'au couronnement d'Artaxerxès Mnémon, et le troisième s'étend jusqu'à Hannibal.
Cette chronique est restée manuscrite. La Bibliothèque royale de Belgique possède encore les textes originaux, sur parchemin, des tomes II et III, offerts à Marguerite (mss 10511 et 10512) et, en outre, un tome premier et deux exemplaires du tome II, tous trois écrits sur papier. Un autre exemplaire de l'ouvrage était conservé autrefois à l'abbaye de Cambron.

## Autres œuvres
- La vie de Jésus-Christ, autrement : l'Œuvre des commentaires et déclarations sur les quatre évangélistes. Il en  existait un manuscrit à l'abbaye de Saint-Martin à Tournai ; un autre manuscrit sur parchemin se conserve à la Bibliothèque royale. Cet ouvrage, commencé en 1520, est également dédié à Marguerite d'Autriche.
- On connaît deux autres ouvrages de Fossetier : l'un existait, en manuscrit, dans la librairie de Marie, reine douairière de Hongrie. Il est décrit comme un petit livre, Faict de par messire Juilen Faulcetier. L'autre est un petit volume de poésies, imprimé à Anvers en 1532, de 23 feuillets, in-8°, caractères gothiques ; il est intitulé : Conseil de volentier morir, imprimé en Anvers par Martin Lempereur, l'an M. D. XXXII, et dédié à Charles-Quint[2]. On lit dans la dédicace: « Je Julien Fossetier prebstre indigne, qui en Haynault ait eu d'Ath origine, ancien de quatre vingtz ans et plus »[3].